# Eruzione dell'Etna del 1950-1951
L'eruzione dell'Etna del 1950-51 fu un evento eruttivo, prolungatosi per circa un anno a partire dal 25 novembre 1950, che si sviluppò sul versante orientale del vulcano e si concluse dopo un anno senza aver interessato alcun abitato.
L'attività eruttiva ebbe inizio con i classici segni premonitori il 25 novembre del 1950. L'attività effusiva vera e propria ebbe la durata di 322 giorni. La prima frattura si concretizzò alla quota di 2800 m s.l.m e si estese progressivamente fino alla quota di 2250 m.; fu caratterizzata da centri esplosivi posti in alto e una sola bocca effusiva alla quota più bassa. Le colate scesero per circa 10 km, fino alla quota di 800 m, coprendo una superficie pari a 10,5 km².
Il volume complessivo di materiale piroclastico emesso fu stimato essere di circa 630 000 m³. La quantità di lava fuoruscita fu stimata del volume di 171 milioni di m³ con uno spessore medio calcolato di poco superiore a 15 m. 
Furono minacciati, ma non raggiunti, i centri abitati di Milo, posto a 700 m s.l.m. e Zafferana Etnea. L'eruzione fu dichiarata finita il 2 dicembre del 1951.